# Bożidar Bożanow
Bożidar Płamenow Bożanow, bułg. Божидар Пламенов Божанов (ur. 19 sierpnia 1987 w Burgasie) – bułgarski polityk, przedsiębiorca i inżynier oprogramowania, poseł do Zgromadzenia Narodowego, od 2021 do 2022 minister ds. e-administracji.

## Życiorys
Ukończył szkołę średnią w Dimitrowgradzie oraz studia informatyczne na uczelni Goldsmiths, University of London. Pracował jako inżynier oprogramowania, był członkiem grupy ekspertów Obsztestwo.bg, a w latach 2015–2016 doradcą wicepremier Rumjany Byczwarowej. Uczestniczył w projektach związanych z e-administracją. W 2017 założył i został dyrektorem generalnym przedsiębiorstwa LogSentinel, działającego w branży ochrony informacji.
Dołączył do ugrupowania Tak, Bułgaria!, wchodząc w skład jej kierownictwa. W wyborach z listopada 2021, października 2022, kwietnia 2023, czerwca 2024 i października 2024 z rekomendacji liberalnej koalicji Demokratyczna Bułgaria uzyskiwał mandat posła do Zgromadzenia Narodowego 47., 48., 49., 50. oraz 51. kadencji.
W grudniu 2021 objął stanowisko ministra ds. e-administracji w nowo utworzonym rządzie Kiriła Petkowa. Zakończył urzędowanie wraz z całym gabinetem w sierpniu 2022. W kwietniu 2025 został jednym z dwóch współprzewodniczących formacji Tak, Bułgaria! (obok Iwajły Mirczewa).